# Styrax trichocalyx
Styrax trichocalyx är en storaxväxtart som beskrevs av Janet Russell Perkins. Styrax trichocalyx ingår i släktet Styrax och familjen storaxväxter. Inga underarter finns listade i Catalogue of Life.